# Born Lucky
Pour plus de détails, voir Fiche technique et Distribution.
Born Lucky est un film britannique réalisé par Michael Powell, sorti en 1933.

## Synopsis
"Mops", une orpheline vivant dans l'East End à Londres avec son tuteur "Turnips", joue dans un petit music-hall pour un maigre salaire, jusqu'à ce que le directeur essaye d'abuser d'elle. Comme Turnips l'a défendue en frappant le directeur, ils sont licenciés tous les deux.
Ne pouvant plus payer leur loyer, ils vont dans le Kent, pour se faire engager pour la récolte de houblon, un travail difficile et mal payé. Mops y rencontre un vagabond avec qui elle sympathise. Un soir, Turnips se rend à la boulangerie, mais n'a pas assez d'argent pour payer, il commence à discuter et bientôt une bagarre éclate. Il est arrêté et condamné à la prison. Lorsque Mops lui rend visite dans sa cellule, il lui conseille de retourner à Londres et de chercher à obtenir une place de domestique.
Elle suit ce conseil et trouve une place d'aide-cuisinière chez Lady Chard. Un matin, elle entend frapper à la porte de la cuisine, et en ouvrant elle retrouve son ami vagabond. Ils commencent à faire un bout de chemin ensemble jusqu'à ce qu'il trouve un travail chez l'auteur de théâtre Frank Dale. Plus tard, Mops est licenciée et cherche à revoir son amoureux. Elle le retrouve bien habillé en train de discuter avec un imprésario. Il admet alors qu'il est Frank Dale, et qu'il cherchait en fait du matériel pour sa prochaine pièce. Apprenant que Mops a de l'expérience dans le music-hall, Frank et l’imprésario lui offrent le rôle principal. La pièce et Mops font sensation, et elle se retrouve admise dans la haute société. Mops et Frank se marient et Turnips, qui vient d'être libéré, voir l'avenir sous un jour meilleur.

## Fiche technique
- Titre original : Born Lucky
- Réalisation : Michael Powell
- Scénario : Ralph Smart, d'après le roman Mops de Oliver Sandys
- Direction artistique : Ian Campbell-Gray
- Photographie : Geoffrey Faithfull
- Production : Jerome Jackson
- Société de production : Westminster Films
- Société de distribution : Metro-Goldwyn-Mayer
- Pays de production :  Royaume-Uni
- Langue originale : anglais
- Format : noir et blanc — 35 mm — 1,37:1 — son Mono
- Genre : Comédie dramatique, Film musical
- Durée : 78 minutes
- Date de sortie :
  - Royaume-Uni : 6 avril 1933

## Distribution
- Talbot O'Farrell : Turnips
- René Ray : Mops
- John Longden : Frank Dale
- Ben Welden : Harriman
- Helen Ferrers : Lady Chard
- Barbara Gott : la cuisinière
- Paddy Browne : Patty
- Roland Gillett : John Chard